# Phreatia simplex
Phreatia simplex är en orkidéart som beskrevs av Rudolf Schlechter. Phreatia simplex ingår i släktet Phreatia och familjen orkidéer. Inga underarter finns listade i Catalogue of Life.